# Любен Димитров (МПО)
 Тази статия е за редактора на „Македонска трибуна“.  За скулптора вижте Любен Димитров (скулптор).  
Любен Антонов Димитров (на английски: Luben Dimitroff) е български общественик, деец на Македонската патриотична организация и трети редактор на вестник „Македонска трибуна“.

## Биография
Любен Димитров е роден през 1903 година в Битоля, тогава в Османската империя. Баща му е Антон Димитров, директор на Битолската българска девическа гимназия. След Балканска война семейството се премества в България. Любен Димитров завършва гимназия в Стара Загора и право в Софийския университет. През 1926 година е избран за председател на студентското дружество „Вардар“. Занимава се с публицистика и е редактор на литературното списание „Родина“, публикува патриотични поеми, посветени на поробена Македония.
Любен Димитров е поканен от централния комитет на МПО за главен редактор на вестник „Македонска трибуна“ през 1930 година. При пристигането си в САЩ през 1931 година замества Асен Аврамов от поста. Включва се в издаването на списание „Македония“, предназначено за англоезичните читатели. На страниците на „Македонска трибуна“ дава сериозен отпор на Македонския народен съюз на Георги Пирински. Димитров е отявлен привърженик на михайловисткото крило на ВМРО.
През 1936 година Любен Димитров се връща в България, за да се ожени за племенницата на Андрей Ляпчев Милка Наумова. Димитров се среща с вече освободените Йордан Чкатров и Асен Аврамов и посещава в затвора членовете на Централния комитет на ВМРО Владимир Куртев и Георги Настев, като взима от тях послание до МПО. Димитров участва и на конференцията на възстановените Македонски братства, като защитава идеята за автономия на Македония, като най-подходяща в международен план.
По време на Втората световна война Любен Димитров, освен редакторската си дейност, подпомага и съветва американското правителство по националните въпроси на Балканския полуостров. В няколко писма се обявява за създаване на независима Македония. След края на войната и последвалите събития, Любен Димитров води няколко делегации до Обществото на народите в Ню Йорк, Държавния департамент във Вашингтон, Белия дом и в Европа. На страниците на „Македонска трибуна“ се отразяват събитията, последвали комунистическия преврат в България, в Югославия и от Гражданската война в Гърция. Димитров остава верен на Иван Михайлов, но се опитва да успокои действията на бившия лидер на ВМРО, като ги направи по-съобразени с новите реалности.
Любен Димитров умира на 14 октомври 1962 година в Индианаполис, САЩ от рак на белите дробове. Последното му желание е да бъде погребан в Торонто, заради наличието на най-голямата македонска колония там. Дълги години е член на ЦК на МПО, а до края на живота си е и редактор на вестник „Македонска трибуна“. На погребението му се събират много дейци, а слова на благодарност и признателност за дългогодишната му дейност пишат Иван Михайлов, Асен Аврамов, Петър Ацев, Христо Низамов. Погребан е в гробището „Сейнт Джеймс“ в Торонто.
След смъртта на Любен Димитров локално дружество на МПО в Торонто се преименува на негово име, а 66-ият конгрес на МПО е посветен на 25-годишнината от смъртта му. Главен маршал на парада по случая е вдовицата му Милка.
От брака си Димитров има дъщеря Славка (Глория) и син Антон.
Брат му Александър Димитров е организатор на Македонския младежки съюз в България, активист на МПО „Правда“, съюзен организатор на МПО при ЦК от 1938 година.